# Няльма
Няльма — река в России, протекает по территории Вешкельского сельского поселения Суоярвского района Карелии. Длина реки — 19 км, площадь водосборного бассейна — 73,6 км².
Река берёт начало из озера ламбины Кингуруслампи на высоте выше 121,6 над уровнем моря.
Течёт преимущественно в западном и северо-западном направлении по заболоченной местности.
Река в общей сложности имеет 10 притоков суммарной длиной 22 км.
Впадает в разлив Шуясалма реки Шуи на высоте ниже 119,7 м над уровнем моря.
В верхнем течении Няльма протекает через озеро Няльмозеро.
Населённые пункты на реке отсутствуют.
Код объекта в государственном водном реестре — 01040100112102000014363.